# Anzacia sarrita
Anzacia sarrita är en spindelart som först beskrevs av Simon 1908.  Anzacia sarrita ingår i släktet Anzacia och familjen plattbuksspindlar. Inga underarter finns listade i Catalogue of Life.